# Tredenborg
Tredenborg is een plaats in de gemeente Sölvesborg in het landschap Blekinge en de provincie Blekinge län in Zweden. De plaats heeft 100 inwoners (2005) en een oppervlakte van 31 hectare.